# Melanchroia
Melanchroia là một chi bướm đêm thuộc họ Geometridae.